# Perczel György
Perczel György, George Perczel (Budapest, 1963. május 3. –) dzsessz-zongorista, zeneszerző.

## Pályafutása
Nyolcévesen kezdett zongorázni. Első önálló koncertjét tizenhat évesen adta a BMK színháztermében, Simon Géza Gábor szervezésében. Ezután rendszeres fellépő lett különböző jazzklubokban, szólistaként, illetve az általa vezetett kvartett élén. 1984-ben szerzett tanári és művészdiplomát a Bartok Béla Zeneművészeti szakközépiskola jazz tanszakán. 
1987-ben Torontóba költözött és 1994-ig ott élt. 1989-ben a Humber College of Music zongoristájaként megnyerte a Musicfest Canada '89 országos jazzversenyt.[forrás?] Budapestre való visszatérése után nem sokkal szólókoncertet adott a Fürst Sándor utcai Zeneiskola nagytermében, ahol már gyermekfejjel is többször fellépett.[forrás?]
Eddig három lemezt jelentetett meg, melyeken szólóban és trióban hallható a játéka. 2004-ben egy ideig Indonéziában dolgozott, ahol workshopokat rendezett.[forrás?]

## Külső hivatkozások
- Vakrepülés Perczel Györggyel Archiválva 2016. április 13-i dátummal a Wayback Machine-ben
- George Perczel plays It Ain't Necesserally So